# Polycentropus tenerifensis
Polycentropus tenerifensis là một loài Trichoptera trong họ Polycentropodidae. Chúng phân bố ở miền Cổ bắc.